# 시멘 바디
시멘 바디(Chimène Badi, 1982년 10월 30일 ~ )는 프랑스의 가수이다.